# 플레이즘
플레이즘(Playism)은 일본의 현지화 기업 액티브 게이밍 미디어가 설립한 비디오 게임 배급사이자, PC 게임의 유통을 담당하는 디지털 배급 플랫폼이다. 2011년 5월에 설립됐으며, 소규모 제작사들에게 현지화, 디버깅, 홍보 및 배급 등의 서비스를 제공해고 해외진출을 지원하는 것이 주된 사업이다.

## 구조
플레이즘은 스팀이나 GOG.com와는 달리 별도의 실행 프로그램이 존재하지 않으며, 플레이즘 웹사이트에서 게임을 구매하고 다운로드하는 방식으로 배급이 이뤄진다.

## 역사
플레이즘은 오사카의 기업 액티브 게이밍 미디어가 2011년 5월 디지털 배급 플랫폼으로서 설립해, 《머시나리움》과 《SpaceChem》같은 소규모 개발사의 게임들을 일본어로 번역하는 서비스를 제공하는 것으로 시작했다.

## 저명한 타이틀
- Doki Doki Literature Club!
- Ib (비디오 게임)
- 나이트 인 더 우즈
- 오모리 (비디오 게임)
- 시그널리스
- VA-11 HALL-A
- 유메닛키